# Ходаков, Алексей Дмитриевич
Алексей Дмитриевич Ходаков (10 июня 1927 года — 10 июля 1998 года) — советский футболист и хоккеист.

## Биография
Начинал свою футбольную карьеру в ЦДКА, однако из-за большой конкуренции не сыграл за клуб ни одной игры. В дальнейшем нападающий выступал за команды из Калинина, ленинградский ВМС и ивановское «Красное Знамя».
В 1956 году футболист провел 3 игры в классе «А» за «Шахтер».
До футбола занимался хоккеем. В 1947 году он становился призёром чемпионата СССР в составе «ЦДКА».
Скончался в 1998 году.

## Достижения
Хоккей с шайбой
- Серебряный призёр чемпионата СССР: 1946/1947.

Футбол
- Финалист Кубка СССР (1): 1951